# Żerechowa (gromada)
Żerechowa – dawna gromada, czyli najmniejsza jednostka podziału terytorialnego Polskiej Rzeczypospolitej Ludowej w latach 1954–1972.
Gromady, z gromadzkimi radami narodowymi (GRN) jako organami władzy najniższego stopnia na wsi, funkcjonowały od reformy reorganizującej administrację wiejską przeprowadzonej jesienią 1954 do momentu ich zniesienia z dniem 1 stycznia 1973, tym samym wypierając organizację gminną w latach 1954–1972.
Gromadę Żerechowa siedzibą GRN w Żerechowej utworzono – jako jedną z 8759 gromad na obszarze Polski – w powiecie piotrkowskim w woj. łódzkim, na mocy uchwały nr 35/54 WRN w Łodzi z dnia 4 października 1954. W skład jednostki weszły obszary dotychczasowych gromad Antonielów, Olszyny, Piwaki, Tomawa wieś, Tomawa kolonia i Żerechowa wieś oraz kolonia Żerechowa z dotychczasowej gromady Żerechowa kolonia ze zniesionej gminy Łęki Szlacheckie w tymże powiecie. Dla gromady ustalono 16 członków gromadzkiej rady narodowej.
Gromadę zniesiono 31 grudnia 1961, a jej obszar włączono do gromad: Łęki Szlacheckie (wieś Olszyny i wieś Ślepietnica) i Trzepnica (wieś Antonielów, kolonię Jeżówka, osadę Kuźnica Żerechowska, wieś i kolonię Piwaki, wieś i kolonię Tomawa, osadę Tomawa Olszyńska, osadę Wygoda, wieś Wykno, kolonię Wypalenisko oraz wieś i kolonię Żerechowa).